# Crown Point (Alaska)
Crown Point ist ein Ort und ein census-designated place (CDP) im Kenai Peninsula Borough in Alaska. Das U.S. Census Bureau ermittelte bei der Volkszählung 2020 eine Einwohnerzahl von 119.

## Geographie
Crown Point liegt zentral auf der Kenai-Halbinsel. Das CDP-Gebiet liegt am linken Flussufer des Trail Creek und reicht vom Lower Trail Lake im Norden bis zum Seeufer des Kenai Lake. Der Ptarmigan Creek bildet die Grenze zum südlich gelegenen Primrose CDP. Im Nordwesten grenzt das Crown Point CDP an das Moose Pass CDP. Der Seward Highway (Alaska Route 9) durchquert das census-designated place in Nord-Süd-Richtung. Im Süden des CDP befinden sich der Flugplatz Lawing sowie der vom Chugach National Forest betriebene Campingplatz „Ptarmigan Campground“.

## Geschichte
Der U.S. Geological Survey (USGS) meldete 1912 die Bahnstation „Trail Lake Station“ im heutigen CDP-Gebiet von Crown Point. Im äußersten Süden des CDP-Gebietes lag die frühere Siedlung „Lawing“. Crown Point wurde im Jahr 1990 ein census-designated place.

## Demografie
Zum Zeitpunkt der Volkszählung im Jahre 2020 (U.S. Census 2020) hatte Crown Point 119 Einwohner auf einer Landfläche von 9,26 km². Von den Einwohnern waren 91 Weiße, 11 Indigene sowie 5 Asiaten. Beim Zensus im Jahr 2000 wurden 75 Einwohner gezählt, 2010 waren es 74.